# Violeta (cor)
O violeta ou lilás é uma cor constituída pelos menores comprimentos de onda da luz visível, entre 455 e 390 nanômetros. Acima da frequência do violeta (comprimentos de onda menores do que 390 nm até 15 nm) a luz passa a não ser mais visível, denominando-se ultravioleta.
Como pigmento, pode ser obtido da mistura de magenta e azul.
O violeta é uma cor fria presente em flores e organismos vegetais de maneira geral, mas seu pigmento é dificilmente extraído.
Hematomas, coágulos de sangue sob a pele, adquirem um tom violeta por alguns dias após uma pancada.
Diz-se que a luz violeta tem propriedades relaxantes. O roxo está associado à noite.
A palavra violeta, assim como todas as cores derivadas de substantivos (rosa, vinho, cinza), nunca deve ser flexionada no plural (cartões violeta, tecidos violeta, etc.).

## Uso na Natureza

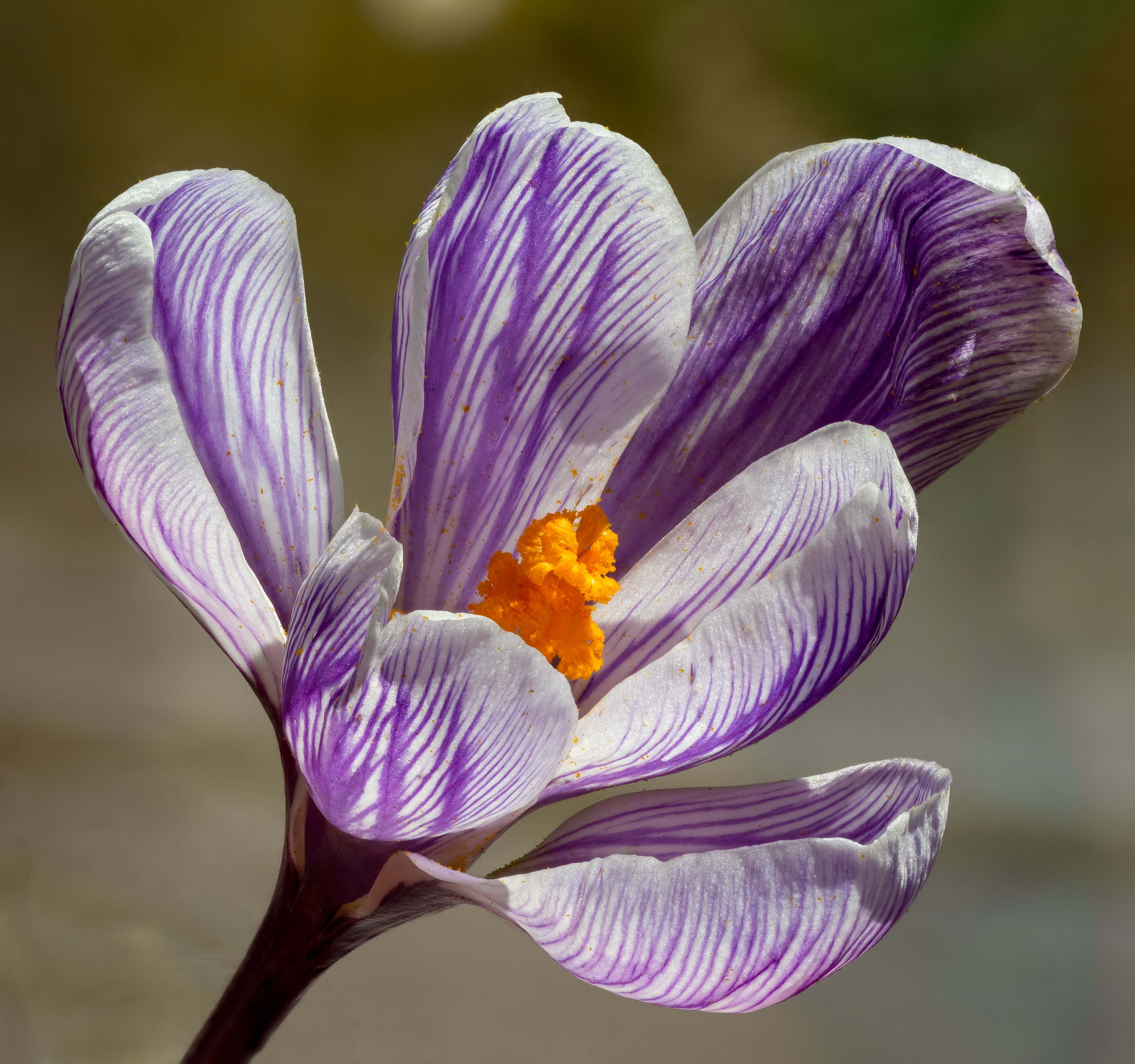
Orquídea com a coloração roxa.

Existem muitas espécies de Orquídeas, algumas espécies podem conter a coloração roxa, na maioria das vezes, acompanhadas do branco.

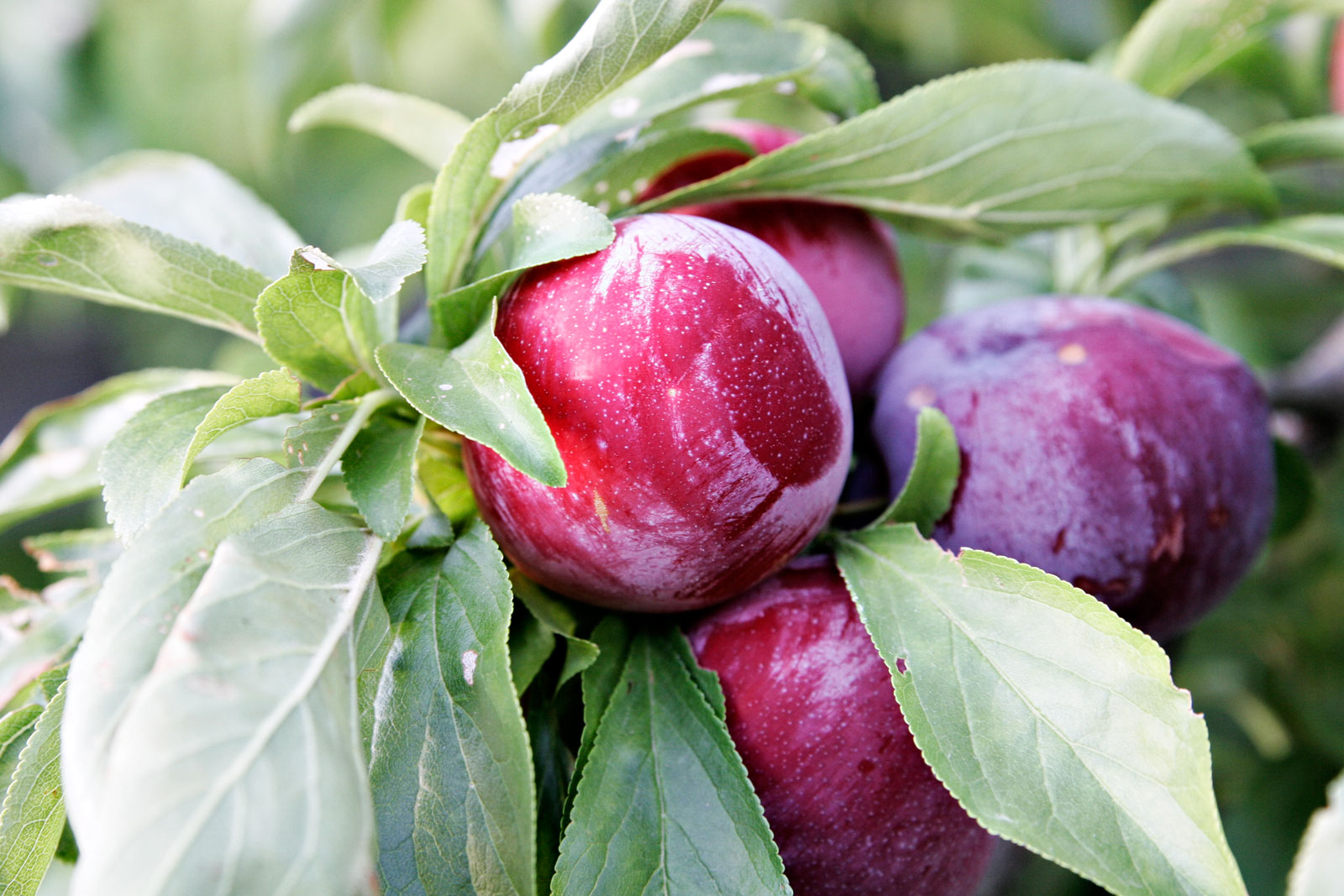
Espécie variante da Ameixeira violeta.

A ameixa é um fruto dado em sua árvore frutífera. Muitos a consideram vermelha, em uma variação de Borgonha (Vinho).

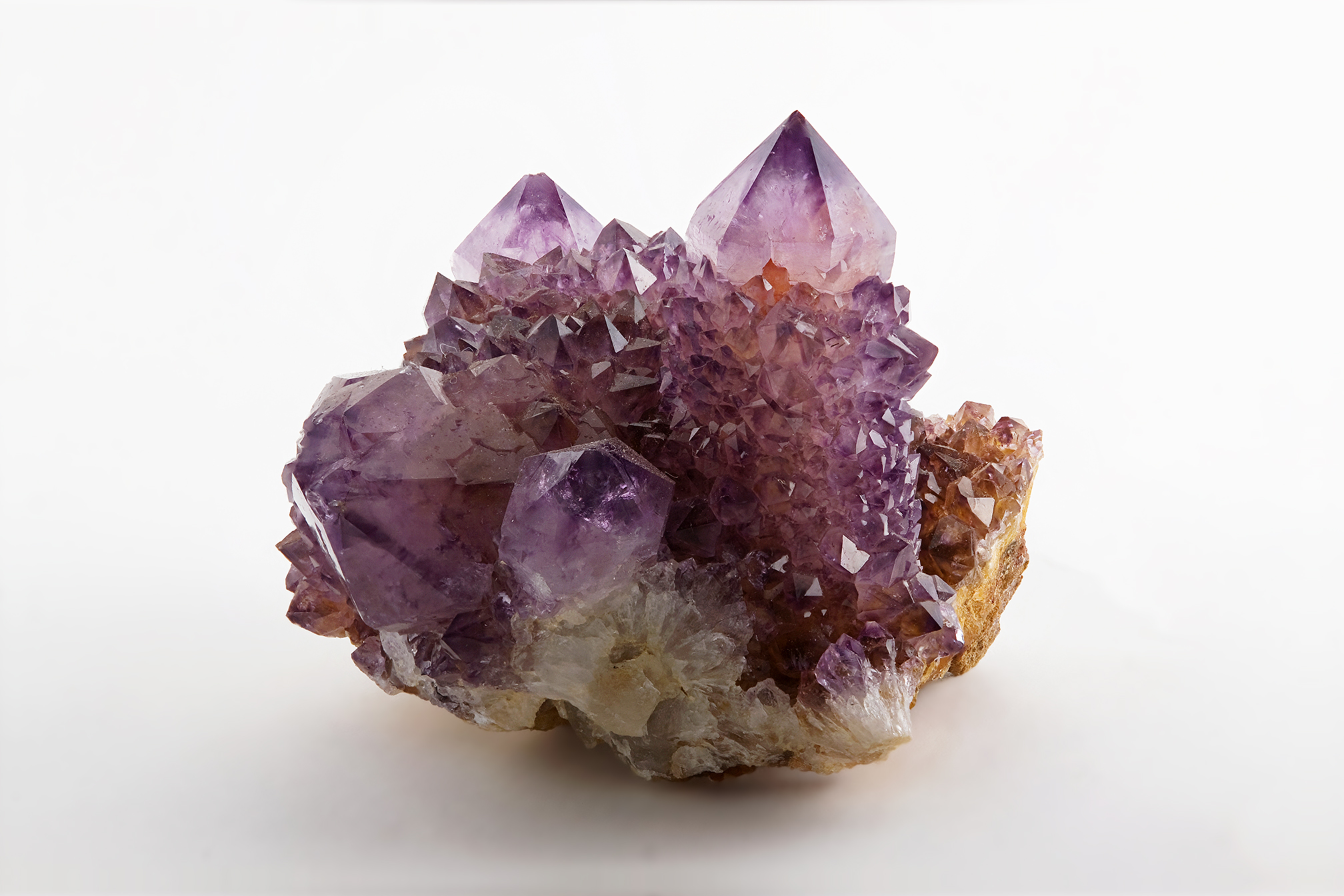
Pedaço de Ametista, minério variante do Quartzo.

A Ametista ou Quartzo roxo, é uma espécie de minério variante do Quartzo, é um minério raro encontrado em algumas partes do  sul da África e em algumas regiões específicas da Região Nordeste do Brasil.